# Gianni Bugno
Gianni Bugno (ur. 14 lutego 1964 w Brugg w Szwajcarii) – włoski kolarz szosowy, trzykrotny medalista mistrzostw świata i zdobywca Pucharu Świata. W pierwszej połowie lat 90. był jednym z najbardziej wszechstronnych kolarzy w zawodowym peletonie.

## Kariera
Bugno został zawodowcem w roku 1985. Swój przełom świętował w roku 1990, kiedy po zwycięstwie w wiosennym klasyku Mediolan-San Remo, bezapelacyjnie zwyciężył w Giro d’Italia, prowadząc od pierwszego do ostatniego etapu w klasyfikacji generalnej. Ostatecznie zwyciężył też w końcowej klasyfikacji sezonu 1990 Pucharu Świata. W tym samym roku był trzeci w wyścigu ze startu wspólnego na mistrzostwach świata w Utsunomiya. W zawodach tych wyprzedzili go jedynie dwaj Belgowie: Rudy Dhaenens i Dirk De Wolf. Ponadto na mistrzostwach świata w Stuttgarcie w 1991 roku i rozgrywanych rok później mistrzostwach świata w Benidorm zdobywał w tej samej konkurencji złote medale. W pierwszym przypadku w finałowym sprincie pokonał Miguela Induraina a w następnym roku Laurenta Jalaberta.
Najbardziej jednak zwrócił na siebie uwagę podczas Tour de France 1991. Już rok wcześniej uzyskał 7. lokatę, wygrywając 2 etapy (w tym jeden górski na L’Alpe d’Huez). W roku 1991 osiągnął drugie miejsce, z 3 i półminutową stratą do nowej gwiazdy, niepobitego wówczas Induraina, jednak ponownie wygrał etap na L’Alpe d’Huez. W roku 1992 Bugno był trzeci, jednak pasmo największych sukcesów miał już za sobą.
Ostatnim wielkim zwycięstwem był wyścig Dookoła Flandrii w roku 1994. Potem jednak odgrywał w peletonie już tylko rolę „podawacza wody”. Zakończył swoją karierę w roku 1998, wygrywając jeszcze jeden etap na Vuelta a España.